# Heteronympha mariposa
Heteronympha mariposa är en fjärilsart som beskrevs av Tindale 1953. Heteronympha mariposa ingår i släktet Heteronympha och familjen praktfjärilar. Inga underarter finns listade i Catalogue of Life.